# Katharina Malek-Custodis

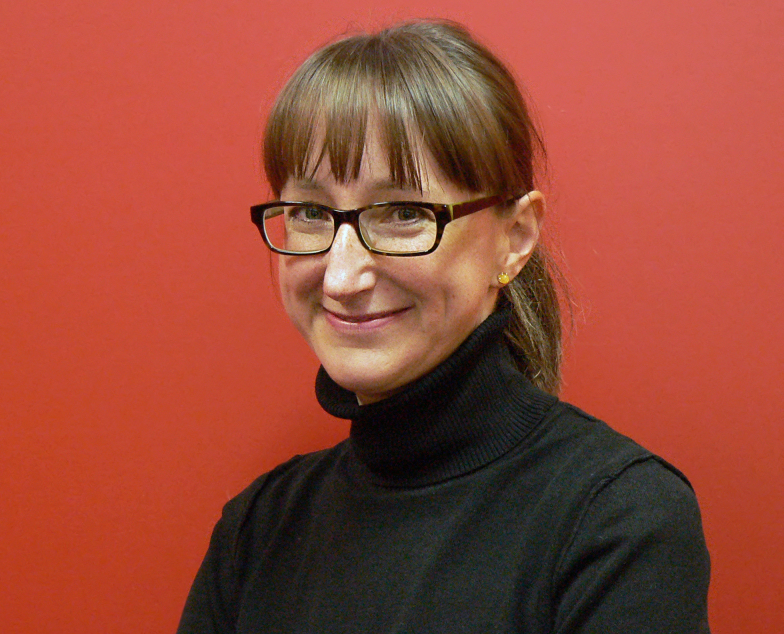
Katharina Malek-Custodis, 2019

Katharina Malek-Custodis (* 29. November 1976 als Katharina Barbara Malek) ist eine deutsche Archäologin.

## Werdegang
Katharina Malek-Custodis ist 1976 im Sauerland geboren. Sie studierte Ur- und Frühgeschichte, Archäometrie, Klassische Archäologie sowie Slawistik an der Ruhr-Universität Bochum. An der Jagiellonen-Universität in Krakau absolvierte sie ein Auslandssemester. Thema ihrer Magisterarbeit war die Keramik der vorrömischen Eisenzeit des Saatentals bei Paderborn. Nach ihrem Studium arbeitete sie an Ausgrabungen des Deutschen Archäologischen Instituts und des Deutschen Bergbau-Museums Bochum in Georgien, der Russischen Föderation und Ostkasachstan mit. 2018 promovierte sie mit einer von Svend Hansen betreuten Arbeit zur Katakombengrab-Kultur im unteren Wolgagebiet während der Bronzezeit.
2011 ging sie zum Niedersächsischen Landesamt für Denkmalpflege (NLD) in Hannover und wechselte 2015 an die Arbeitsstelle Montanarchäologie, die als Außenstelle des NLD ihren Sitz auf dem Gelände des ehemaligen Bergwerks Rammelsberg in Goslar hat. Dort war sie schwerpunktmäßig mit der Montanarchäologie im niedersächsischen Teil des Harzes befasst. Zunächst war sie Projektleiterin für das Welterbe Oberharzer Wasserwirtschaft. Danach leitete sie als Nachfolgerin von Lothar Klappauf  von 2017 bis 2023 die Arbeitsstelle Montanarchäologie des NLD als Referentin. Georg Drechsler trat ihre Nachfolge dort an. Von 2018 bis 2021 war sie an zwei Wissenschaftsprojekten beteiligt. Dies war das Forschungsprojekt „Altbergbau 3D“ zu Grubenräumen im Rammelsberg und das Projekt der automatisierten Verortung obertägig sichtbarer Denkmale in der Montanregion Harz. Nach der Wiederentdeckung des Johannesstollen im Jahr 2020 nahm sie die denkmalpflegerischen Untersuchungen in dem Grubenbau vor. Katharina Malek-Custodis gehört der 2019 vom Verband der Landesarchäologen berufenen und 2020 eingesetzten „Kommission Montanarchäologie“ an. Seit 2023 leitet sie die Bodendenkmalpflege für zeitgeschichtliche Archäologie beim Brandenburgischen Landesamt für Denkmalpflege und Archäologischen Landesmuseum.

## Veröffentlichungen (Auswahl)
- mit Wiebke Köhne-Wulf, Vijay Diaz: 7 Hektar Vorgeschichte: Bantorf-Nord – eine eisenzeitliche Siedlung am Hellweg. In: Berichte zur Denkmalpflege in Niedersachsen, Hameln 4/2012
- Ausgewählte Keramikkomplexe der frühen und mittleren Eisenzeit, 2016 (Online)
- mit Jürgen Pape, Bernhard Sicherl: Paderborn/„Saatental“ – ein Überblick, 2016 (Online)
- mit Justus Teicke: Der Oderteich – Eine 300 Jahre alte Talsperre und ihre Reparatur in: Unser Harz, Geschichte und Geschichten, Kultur und Natur aus dem gesamten Harz, Clausthal-Zellerfeld, Heft 1/2017
- Bergwerk Rammelsberg, Altstadt Goslar, Oberharzer Wasserwirtschaft in: Goslarsche Zeitung, 2017
- Montanarchäologische Forschungen im Harz. Ein Ausblick in: Montanregion als historisches Erbe: Reflexionen und Ausblicke. Beiträge zum Kolloquium 25 Jahre Welterbe im Harz am 22. und 23. September 2017 im Weltkulturerbe Rammelsberg, Museum und Besucherbergwerk Goslar, S. 139–148 (Inhaltsverzeichnis)
- mit Dorte Schaarschmidt: Ein Ärmel vom Alten Lager am Rammelsberg, Stadt Goslar (Online)
- Der Harz. Ein Mittelgebirge aus bergbauarchäologischer Sicht in Archäologie in Niedersachsen, 2019, S. 43–48 (Online)
- mit Georg Drechsler: Die Oberharzer Wasserwirtschaft – ein Bestandteil des Harzer UNESCO Weltkulturerbes in: Der Anschnitt 74, Heft 1, 2022, S. 32–46